# Charitometridae
De Charitometridae zijn een familie van zeelelies uit de orde van de haarsterren (Comatulida).

## Geslachten
- Charitometra A.H. Clark, 1907
- Chlorometra A.H. Clark, 1909
- Chondrometra A.H. Clark, 1916
- Crinometra A.H. Clark, 1909
- Glyptometra A.H. Clark, 1909
- Monachometra A.H. Clark, 1916
- Poecilometra A.H. Clark, 1907
- Strotometra A.H. Clark, 1909